# La Trinidad (Rómulo Gallegos)
Pour les articles homonymes, voir Trinidad et Orichuna.
La Trinidad est l'une des deux paroisses civiles de la municipalité de Rómulo Gallegos dans l'État d'Apure au Venezuela. Sa capitale est La Trinidad de Orichuna.

## Géographie

### Démographie
Hormis sa capitale La Trinidad de Orichuna, la paroisse civile possède plusieurs localités dont :
- Botalón
- El Bramón
- El Encanto
- El Vencí
- La Laguna
- La Trinidad de Orichuna
- Santa Amelia